# Peter Höher
Peter Adam Höher (* 1962 in Köln) ist ein deutscher Ingenieur und Hochschullehrer (Professor). Er ist Leiter des Lehrstuhls für Informations- und Codierungstheorie an der Christian-Albrechts-Universität zu Kiel.

## Leben
Peter Adam Höher hat 1986 ein Studium der Elektrotechnik mit Schwerpunkt Nachrichtentechnik an der RWTH Aachen abgeschlossen. Von 1986 bis 1998 war er Wissenschaftlicher Mitarbeiter und Projektleiter am Deutschen Zentrum für Luft- und Raumfahrt (DLR) im Forschungszentrum Oberpfaffenhofen. Er promovierte 1990 an der Universität Kaiserslautern. Im Jahre 1992 war er Postdoc bei den AT&T Bell Laboratories, Murray Hill, New Jersey. Weitere Forschungsaufenthalte verbrachte er in Australien, Kanada und Hongkong. Seit 1998 ist er Professor an der Christian-Albrechts-Universität zu Kiel. Er ist Autor zweier Lehrbücher und zahlreicher, oft zitierter Publikationen. Seine Forschungsinteressen liegen auf dem Gebiet der drahtlosen Nachrichtenübertragung, Kanalcodierung und angewandten Informationstheorie. Zu seinen Pionierarbeiten zählen Software Defined Radio (1988), Soft-Output Viterbi Decodierung (1989), OFDM-Kanalschätzung (1991), iterative („Turbo“) Decodierung (1992/93), Superpositionsmodulation (2003) und Information Combining (2006).
Peter Adam Höher ist IEEE Fellow und Preisträger des ITG-Preises 2006.

## Publikationen
- Peter Adam Höher: Grundlagen der digitalen Informationsübertragung: Von der Theorie zu Mobilfunkanwendungen. 2. Auflage, Springer Vieweg, Wiesbaden 2013, ISBN 978-3-8348-1784-6, E-Book: ISBN 978-3-8348-2214-7.
- Peter Adam Hoeher: Visible Light Communications: Theoretical and Practical Foundations. Carl Hanser, München 2019. ISBN 978-3-446-46206-9, E-Book: ISBN 978-3-446-46172-7.
- Peter Adam Hoeher: Visible Light Communications: Solutions Manual. Carl Hanser, München 2019. E-Book: ISBN 978-3-446-46303-5.